# Манастир Мутаљ
Манастир Мутаљ је убележен крај истоименог села 1546. године. У то време је плаћао дажбине у износу од 150 акчи.
Према Сремском дефтеру откупио га је за 60 акчи, заједно са ливадом и две њиве извесни Бајазит у доба владавине султана Селима II, који је владао од 1566. до 1574. године. Вероватно је тада искориштен као грађевински материјал, јер се више не помиње.